# 브랜디 로즈

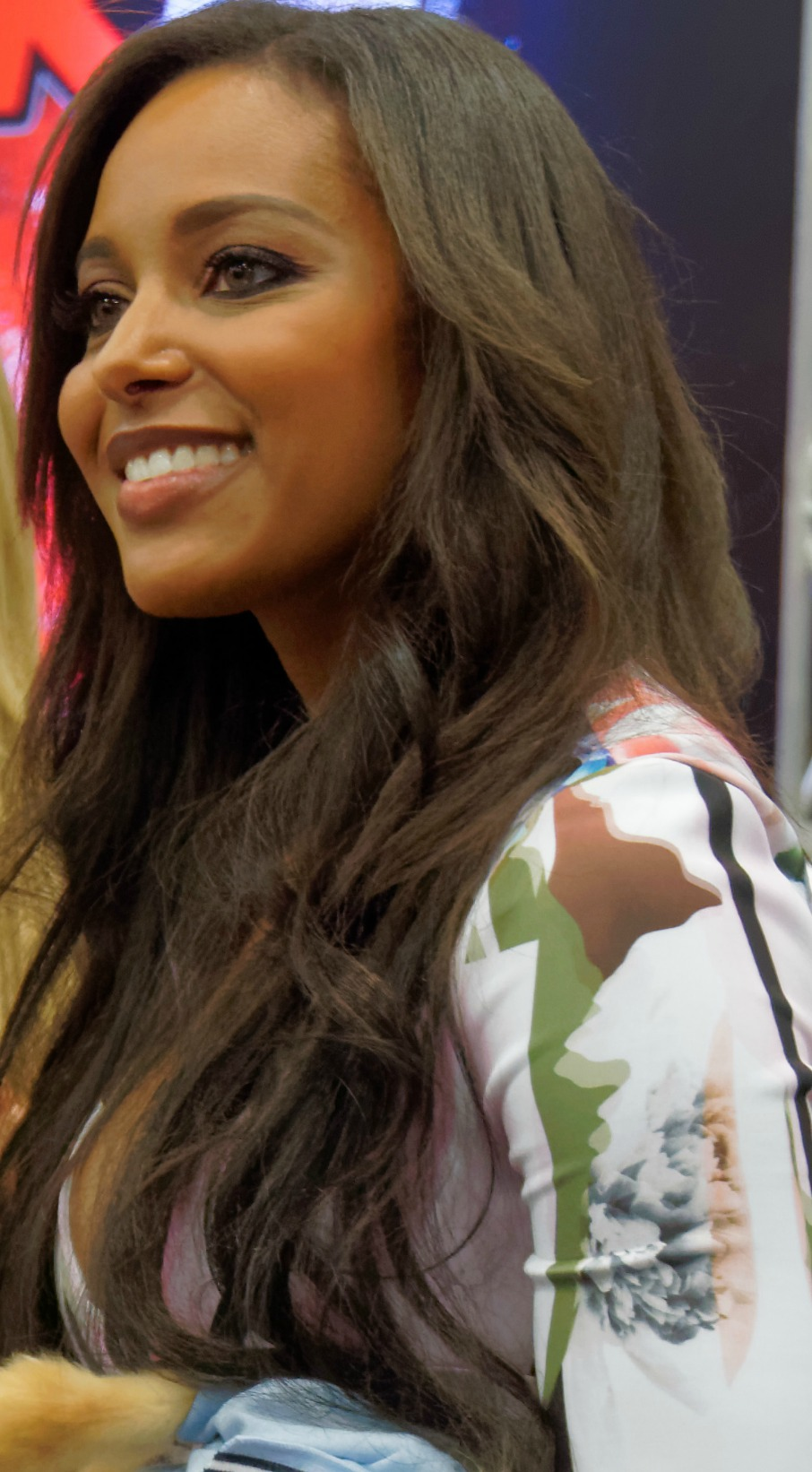
브랜디 로즈 (2016년)

브랜디 로즈(Brandi Rhodes, 1983년 6월 23일 ~ )는 본명이 브랜디 알렉시스 러넬스(Brandi Alexis Runnels)다. 코디 로즈의 부인으로도 잘 알려진 미국의 여자 프로레슬링 WWE 링 아나운서다. WWE 링네임 에서는 이든 스타일스(Eden Stiles)라는 이름으로 활동하다가 2015년 7월 남편과 함께 퇴사를 결정했다. 2016년 10월 2일 TNA에서 코디 로즈랑 같이 등장을 한다. 그 후... 피니쉬는 모디파이드 더블 언더훅 크로스페이스/Modified Double underhook Crossface, 치킨윙 오버-더 숄더 크로스페이스 위드 바디시저스/Chickenwing Over-The-Shoulder Crossface With Bodyscissors, 샷 오브 브랜디/Shot Of Brandi(위드스-락 트랜지션 인투 디스쿠스 래리어트/Wrist-Lock Transitioned Into A Discus Lariat), 모디파이드 리버스 STO/Modified Reverse STO로 사용을 한다.